# Fed Cup 2011
Navigation
Édition précédente Édition suivante
La Fed Cup 2011 est la 49e édition du plus important tournoi de tennis opposant des équipes nationales féminines.
La finale, qui s'est tenue à Moscou les 5 et 6 novembre, a vu la République tchèque s'imposer face à la Russie (trois points à deux).

## Organisation
Organisation inchangée pour cette 49e édition de la Fed Cup avec les groupes mondiaux I et II et les play-offs I et II.
Le groupe mondial I compte huit équipes, les demi-finalistes 2010 et les vainqueurs des play-offs I 2010, qui s'affrontent par élimination directe dans un tableau à trois tours organisés successivement en février, avril et novembre. Les équipes vaincues au premier tour disputent les play-offs I 2011. 
Le groupe mondial II compte également huit équipes, les vaincus des play-offs I 2010 et les vainqueurs des play-offs II 2010, qui s'affrontent en face à face en un seul tour organisé en février. Les vainqueurs participent aux play-offs I 2011 et les vaincus participent aux play-offs II 2011.
Les play-offs I sont organisés en avril les éliminés du premier tour du groupe mondial I et les vainqueurs du groupe mondial II. Les vainqueurs participeront aux rencontres du groupe mondial I de l'édition suivante et les vaincus aux rencontres du groupe mondial II de l'édition suivante.
Les play-offs II opposent quatre équipes issues des compétitions par zone géographiques aux quatre perdants des rencontres du groupe mondial II. Les vainqueurs participent au groupe mondial II de l'édition suivante et les vaincus sont relégués dans les compétitions par zones géographiques.
Toutes les rencontres se déroulent au domicile de l'une ou l'autre des équipes qui, sur un week-end, se rencontrent en face à face au meilleur de cinq matchs (quatre simple et un double).

## Résultats

### Groupe mondial I

#### Tableau
|  | 1/4 de finale 05 - 06 février | 1/4 de finale 05 - 06 février |          |                    | 1/2 finale 16 - 17 avril | 1/2 finale 16 - 17 avril |        |   | Finale 05 - 06 novembre | Finale 05 - 06 novembre |
|  |                               |                               |          |                    |                          |                          |        |   |                         |                         |
|  | Australie                     | 1                             |          |                    |                          |                          |        |   |                         |                         |
|  | Italie                        | 4                             |          |                    |                          |                          |        |   |                         |                         |
|  | Italie                        | 4                             |          | Italie             | 0                        |                          |        |   |                         |                         |
|  |                               |                               |          | Italie             | 0                        |                          |        |   |                         |                         |
|  |                               |                               | Russie   | 5                  |                          |                          |        |   |                         |                         |
|  | Russie                        | 3                             | Russie   | 5                  |                          |                          |        |   |                         |                         |
|  | Russie                        | 3                             |          |                    |                          |                          |        |   |                         |                         |
|  | France                        | 2                             |          |                    |                          |                          |        |   |                         |                         |
|  | France                        | 2                             |          |                    |                          |                          | Russie | 2 |                         |                         |
|  |                               |                               |          |                    |                          |                          | Russie | 2 |                         |                         |
|  |                               | République tchèque            | 3        |                    |                          |                          |        |   |                         |                         |
|  | Slovaquie                     | République tchèque            | 3        | 2                  |                          |                          |        |   |                         |                         |
|  | Slovaquie                     |                               |          | 2                  |                          |                          |        |   |                         |                         |
|  | République tchèque            | 3                             |          |                    |                          |                          |        |   |                         |                         |
|  | République tchèque            | 3                             |          | République tchèque | 3                        |                          |        |   |                         |                         |
|  |                               |                               |          | République tchèque | 3                        |                          |        |   |                         |                         |
|  |                               |                               | Belgique | 2                  |                          |                          |        |   |                         |                         |
|  | Belgique                      | 4                             | Belgique | 2                  |                          |                          |        |   |                         |                         |
|  | Belgique                      | 4                             |          |                    |                          |                          |        |   |                         |                         |
|  | États-Unis                    | 1                             |          |                    |                          |                          |        |   |                         |                         |

#### Quarts de finale
| Australie - Italie - 1 : 4 Domain Tennis Centre, Hobart, Australie 05 - 06 février, Dur (ext.) |                                   |                           |               |
| 1                                                                                              | Jarmila Gajdošová                 | Francesca Schiavone       | 6-7, 6-3, 6-3 |
| 1                                                                                              | Samantha Stosur                   | Flavia Pennetta           | 6-7, 7-6, 4-6 |
| 1                                                                                              | Samantha Stosur                   | Francesca Schiavone       | 6-7, 6-3, 5-7 |
| 1                                                                                              | Jarmila Gajdošová                 | Flavia Pennetta           | 3-6, 2-6      |
| 1                                                                                              | Anastasia Rodionova Rennae Stubbs | Sara Errani Roberta Vinci | 6-2, 6-7, 4-6 |

| Russie - France - 3 : 2 Olympic Stadium, Moscou, Russie 05 - 06 février, Dur (int.) |                                       |                         |               |
| 2                                                                                   | Svetlana Kuznetsova                   | Alizé Cornet            | 6-3, 3-6, 4-6 |
| 2                                                                                   | Maria Sharapova                       | Virginie Razzano        | 3-6, 4-6      |
| 2                                                                                   | A. Pavlyuchenkova                     | Alizé Cornet            | 3-6, 6-3, 6-2 |
| 2                                                                                   | Svetlana Kuznetsova                   | Virginie Razzano        | 6-4, 6-4      |
| 2                                                                                   | Svetlana Kuznetsova A. Pavlyuchenkova | Julie Coin Alizé Cornet | 7-6, 6-0      |

| Slovaquie - République tchèque - 2 : 3 Sibamac Arena, Bratislava, Slovaquie 05 - 06 février, Dur (int.) |                                    |                              |                   |
| 3 | Daniela Hantuchová                 | Lucie Šafářová               | 5-7, 1-6          |
| 3 | Dominika Cibulková                 | Petra Kvitová                | 2-6, 3-6          |
| 3 | Daniela Hantuchová                 | Petra Kvitová                | 4-6, 2-6          |
| 3 | Jana Čepelová                      | Lucie Šafářová               | 4-6, 7-6, 0-0 ab. |
| 3 | Jana Čepelová Magdaléna Rybáriková | Květa Peschke B. Z. Strýcová | 6-1, 4-6, 7-6     |

| Belgique - États-Unis - 4 : 1 Sportpaleis Antwerp, Anvers, Belgique 05 - 06 février, Dur (int.) |                                    |                         |               |
| 4                                                                                               | Yanina Wickmayer                   | Bethanie Mattek         | 6-1, 7-6      |
| 4                                                                                               | Kim Clijsters                      | Melanie Oudin           | 6-0, 6-4      |
| 4                                                                                               | Kim Clijsters                      | Bethanie Mattek         | 6-7, 6-2, 6-1 |
| 4                                                                                               | Yanina Wickmayer                   | Melanie Oudin           | 6-2, 6-0      |
| 4                                                                                               | Kirsten Flipkens An-Sophie Mestach | Liezel Huber Vania King | 3-6, 5-7      |

#### Demi-finales
| Russie - Italie - 5 : 0 Sports Palace Megasport, Moscou, Russie 16 - 17 avril, Dur (int.) |                                      |                                     |               |
| 5                                                                                         | Vera Zvonareva                       | Sara Errani                         | 6-0, 6-2      |
| 5                                                                                         | Svetlana Kuznetsova                  | Roberta Vinci                       | 6-2, 6-7, 6-1 |
| 5                                                                                         | Vera Zvonareva                       | Roberta Vinci                       | 6-4, 6-2      |
| 5                                                                                         | A. Pavlyuchenkova                    | Sara Errani                         | 7-6, 7-6      |
| 5                                                                                         | A. Pavlyuchenkova Ekaterina Makarova | Alberta Brianti Maria Elena Camerin | 7-6, 6-1      |

| Belgique - République tchèque - 2 : 3 Spiroudome, Charleroi, Belgique 16 - 17 avril, Dur (int.) |                                   |                               |               |
| 6                                                                                               | Kirsten Flipkens                  | Petra Kvitová                 | 2-6, 6-7      |
| 6                                                                                               | Yanina Wickmayer                  | B. Z. Strýcová                | 6-4, 6-4      |
| 6                                                                                               | Yanina Wickmayer                  | Petra Kvitová                 | 7-5, 4-6, 2-6 |
| 6                                                                                               | Kirsten Flipkens                  | B. Z. Strýcová                | 6-2, 6-3      |
| 6                                                                                               | Kirsten Flipkens Yanina Wickmayer | Iveta Benešová B. Z. Strýcová | 4-6, 4-6      |

#### Finale
| Russie - République tchèque - 2 : 3 Olympic Stadium, Moscou, Russie 05 - 06 novembre, Dur (int.) |                               |                              |               |
| 7                                                                                                | Maria Kirilenko               | Petra Kvitová                | 2-6, 2-6      |
| 7                                                                                                | Svetlana Kuznetsova           | Lucie Šafářová               | 6-2, 6-3      |
| 7                                                                                                | Svetlana Kuznetsova           | Petra Kvitová                | 6-4, 2-6, 3-6 |
| 7                                                                                                | A. Pavlyuchenkova             | Lucie Šafářová               | 6-2, 6-4      |
| 7                                                                                                | Maria Kirilenko Elena Vesnina | Lucie Hradecká Květa Peschke | 4-6, 2-6      |

### Groupe mondial II
| Estonie - Espagne - 1 : 4 Tere Tennis Club, Tallinn, Estonie 05 - 06 février, Dur (int.) |                         |                                |               |
| 1                                                                                        | Anett Kontaveit         | María José Martínez            | 2-6, 0-6      |
| 1                                                                                        | Kaia Kanepi             | Carla Suárez Navarro           | 6-3, 6-2      |
| 1                                                                                        | Kaia Kanepi             | María José Martínez            | 6-3, 4-6, 3-6 |
| 1                                                                                        | Anett Kontaveit         | Carla Suárez Navarro           | 2-6, 2-6      |
| 1                                                                                        | Maret Ani Margit Ruutel | Nuria Llagostera Anabel Medina | 1-6, 6-7      |

| Slovénie - Allemagne - 1 : 4 Ljudski vrt Sports Hall, Maribor, Slovénie 05 - 06 février, Terre (int.) |                                  |                                   |               |
| 2 | Maša Zec Peškirič                | Andrea Petkovic                   | 3-6, 4-6      |
| 2 | Polona Hercog                    | Julia Görges                      | 7-5, 6-4      |
| 2 | Polona Hercog                    | Andrea Petkovic                   | 1-6, 2-6      |
| 2 | Maša Zec Peškirič                | Julia Görges                      | 4-6, 2-6      |
| 2 | Polona Hercog Katarina Srebotnik | Anna-Lena Grönefeld Tatjana Malek | 6-7, 0-0, ab. |

| Serbie - Canada - 3 : 2 Spens Sports Center, Novi Sad, Serbie 05 - 06 février, Dur (int.) |                                     |                                    |               |
| 3                                                                                         | Aleksandra Krunić                   | Rebecca Marino                     | 3-6, 6-3, 5-7 |
| 3                                                                                         | Bojana Jovanovski                   | Aleksandra Wozniak                 | 6-4, 7-5      |
| 3                                                                                         | Bojana Jovanovski                   | Rebecca Marino                     | 7-6, 6-3      |
| 3                                                                                         | Ana Jovanovic                       | Aleksandra Wozniak                 | 0-6, 4-6      |
| 3                                                                                         | Bojana Jovanovski Aleksandra Krunić | Sharon Fichman Marie-Ève Pelletier | 7-6, 6-4      |

| Suède - Ukraine - 2 : 3 Idrottens Hus, Helsingborg, Suède 05 - 06 février, Dur (int.) |                                 |                                  |               |
| 4                                                                                     | Sofia Arvidsson                 | Lesia Tsurenko                   | 6-3, 6-2      |
| 4                                                                                     | Johanna Larsson                 | Kateryna Bondarenko              | 6-7, 6-7      |
| 4                                                                                     | Sofia Arvidsson                 | Kateryna Bondarenko              | 6-7, 4-6      |
| 4                                                                                     | Johanna Larsson                 | Lesia Tsurenko                   | 6-7, 6-2, 6-3 |
| 4                                                                                     | Sofia Arvidsson Johanna Larsson | Kateryna Bondarenko Olga Savchuk | 5-7, 2-6      |

Les équipes gagnantes participent aux play-offs I ; les équipes vaincues participent aux play-offs II.

### Play-offs I
| Allemagne - États-Unis - 5 : 0 Porsche Arena, Stuttgart, Allemagne 16 - 17 avril, Terre (int.) |                                  |                         |               |
| 1                                                                                              | Andrea Petkovic                  | Christina McHale        | 6-3, 6-4      |
| 1                                                                                              | Julia Görges                     | Melanie Oudin           | 6-2, 7-6      |
| 1                                                                                              | Andrea Petkovic                  | Melanie Oudin           | 6-2, 6-3      |
| 1                                                                                              | Sabine Lisicki                   | Christina McHale        | 6-3, 6-4      |
| 1                                                                                              | Julia Görges Anna-Lena Grönefeld | Liezel Huber Vania King | 3-6, 6-3, 6-1 |

| Espagne - France - 4 : 1 Club de Tenis Lleida, Lérida, Espagne 16 - 17 avril, Terre (ext.) |                                |                               |               |
| 2                                                                                          | María José Martínez            | Virginie Razzano              | 6-2, 6-4      |
| 2                                                                                          | Anabel Medina                  | Aravane Rezaï                 | 5-7, 7-6, 2-6 |
| 2                                                                                          | María José Martínez            | Aravane Rezaï                 | 6-1, 6-4      |
| 2                                                                                          | Lourdes Domínguez              | Pauline Parmentier            | 6-4, 6-4      |
| 2                                                                                          | Nuria Llagostera Anabel Medina | Alizé Cornet Virginie Razzano | 6-4, 6-1      |

| Slovaquie - Serbie - 2 : 3 Sibamac Arena, Bratislava, Slovaquie 16 - 17 avril, Terre (int.) |                                         |                                   |               |
| 3                                                                                           | Dominika Cibulková                      | Bojana Jovanovski                 | 4-6, 6-3, 6-1 |
| 3                                                                                           | Daniela Hantuchová                      | Ana Ivanović                      | 2-6, 4-6      |
| 3                                                                                           | Dominika Cibulková                      | Ana Ivanović                      | 6-4, 3-3 ab.  |
| 3                                                                                           | Daniela Hantuchová                      | Jelena Janković                   | 2-6, 6-3, 5-7 |
| 3                                                                                           | Daniela Hantuchová Magdaléna Rybáriková | Jelena Janković Aleksandra Krunić | 6-2, 5-7, 7-9 |

| Australie - Ukraine - 2 : 3 Glen Iris Valley Recreation Club, Melbourne, Australie 16 - 17 avril, Terre (ext.) |                                       |                             |               |
| 4 | Jarmila Gajdošová                     | Olga Savchuk                | 6-1, 6-1      |
| 4 | Anastasia Rodionova                   | Lesia Tsurenko              | 1-6, 4-6      |
| 4 | Jarmila Gajdošová                     | Lesia Tsurenko              | 6-1, 6-3      |
| 4 | Anastasia Rodionova                   | Olga Savchuk                | 6-7, 6-7      |
| 4 | Jarmila Gajdošová Anastasia Rodionova | Olga Savchuk Lesia Tsurenko | 6-0, 6-7, 3-6 |

- Les équipes gagnantes, Allemagne, Espagne, Serbie et Ukraine évolueront dans le groupe mondial I en 2012.
- Les équipes vaincues, États-Unis, France, Slovaquie et Australie sont reléguées dans le groupe mondial II.

### Play-offs II
| Biélorussie - Estonie - 5 : 0 Palace of Sport, Minsk, Biélorussie 16 - 17 avril, Dur (int.) |                                |                           |          |
| 1                                                                                           | Victoria Azarenka              | Anett Kontaveit           | 6-2, 6-0 |
| 1                                                                                           | Olga Govortsova                | Margit Ruutel             | 6-0, 6-0 |
| 1                                                                                           | Darya Kustova                  | Maret Ani                 | 6-3, 6-1 |
| 1                                                                                           | Olga Govortsova                | Anett Kontaveit           | 6-0, 6-2 |
| 1                                                                                           | Darya Kustova Tatiana Poutchek | Maret Ani Anett Kontaveit | 6-2, 6-3 |

| Japon - Argentine - 4 : 0 Bourbon Beans Dome, Miki, Japon 16 - 17 juillet, Dur (int.) |                           |                              |          |
| 2                                                                                     | Misaki Doi                | María Irigoyen               | 6-0, 6-0 |
| 2                                                                                     | Ayumi Morita              | Mailen Auroux                | 6-2, 6-3 |
| 2                                                                                     | Ayumi Morita              | Aranza Salut                 | 6-2, 6-1 |
| 2                                                                                     | Misaki Doi                | Mailen Auroux                | Non joué |
| 2                                                                                     | Rika Fujiwara Kurumi Nara | Mailen Auroux María Irigoyen | 6-1, 6-3 |

| Slovénie - Canada - 3 : 2 Teniski Klub Koper, Koper, Slovénie 16 - 17 avril, Terre (ext.) |                                  |                               |               |
| 3                                                                                         | Maša Zec Peškirič                | Rebecca Marino                | 3-6, 5-7      |
| 3                                                                                         | Polona Hercog                    | Eugenie Bouchard              | 6-0, 6-4      |
| 3                                                                                         | Polona Hercog                    | Rebecca Marino                | 5-7, 6-2, 8-6 |
| 3                                                                                         | Maša Zec Peškirič                | Eugenie Bouchard              | 4-6, 1-6      |
| 3                                                                                         | Polona Hercog Katarina Srebotnik | Sharon Fichman Rebecca Marino | 7-6, 6-2      |

| Suisse - Suède - 4 : 1 TC Lido Lugano, Lugano, Suisse 16 - 17 avril, Terre (ext.) |                                |                              |               |
| 4                                                                                 | Timea Bacsinszky               | Johanna Larsson              | 7-6, 6-1      |
| 4                                                                                 | Patty Schnyder                 | Sofia Arvidsson              | 6-1, 6-0      |
| 4                                                                                 | Patty Schnyder                 | Johanna Larsson              | 3-6, 7-5, 6-2 |
| 4                                                                                 | Timea Bacsinszky               | Sofia Arvidsson              | 6-3, 6-1      |
| 4                                                                                 | Amra Sadiković Stefanie Vögele | Anna Brazhnikova Sandra Roma | 5-7, 4-6      |

- La rencontre entre le Japon et l'Argentine se dispute non en avril mais les 16 et 17 juillet, du fait du séisme du Tōhoku.
- Les équipes gagnantes, Biélorussie, Slovénie, Suisse et Japon, sont qualifiées pour le groupe mondial II en 2012.
- Les équipes battues, Estonie, Canada, Suède et Argentine, sont reléguées dans leurs groupes de zone respectifs.